# University Park Airport

i7
i11
i13

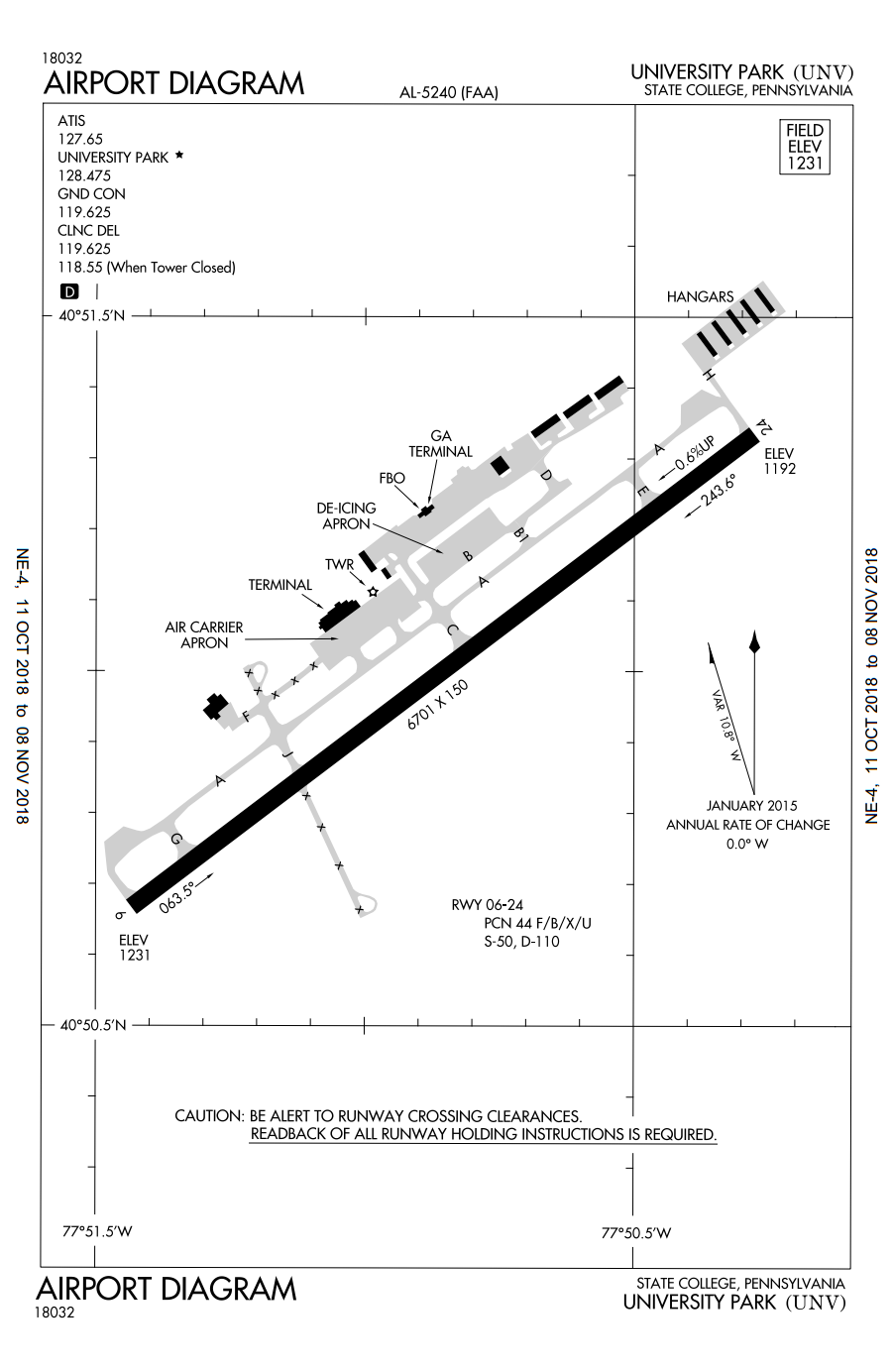
Flughafen-Diagramm

Der University Park Airport ist ein Regionalflughafen im Centre County, Pennsylvania, USA. Er liegt ca. 6 km nördlich der Stadt State College. Der Flughafen gehört der Pennsylvania State University, die Abfertigungshalle und die Parkflächen sind jedoch Eigentum der Centre County Airport Authority und werden von dieser betrieben. Vom University Park Airport werden Luftfahrt-Drehkreuze im Nordosten und im Mittleren Westen der USA angeflogen.

## Geschichte
In den 1950er Jahren wurde von Privatpiloten auf einem Grundstück der Pennsylvania State University, nördlich der Stadt State College, ein kleiner Flugplatz gebaut. Später wurde die Centre County Airport Authority gegründet, um den Flughafen zu bewirtschaften. Eine Abfertigungshalle wurde im Jahr 1985 errichtet. Im Jahr 1993 wurde ein neues Terminal gebaut. Das ursprüngliche Terminalgebäude wird heute für die Frachtabfertigung genutzt. Im Jahr 1997 wurde die Landebahn auf eine Länge von 2042 m erweitert. Im August 2011 wurde ein neuer Kontrollturm errichtet.

## Verkehrszahlen
| Rang | Ziel         | Anzahl Passagiere ab SCE | Fluggesellschaften |
| ---- | ------------ | ------------------------ | ------------------ |
| 1    | Philadelphia | 53.000                   | American Airlines  |
| 2    | Detroit      | 35.000                   | Delta Air Lines    |
| 3    | Chicago      | 28.000                   | United Airlines    |
| 4    | Washington   | 20.000                   | United Airlines    |

| Jahr | Fluggastaufkommen | Jahr | Fluggastaufkommen |
| ---- | ----------------- | ---- | ----------------- |
| 2019 | -                 | 2013 | 229.923           |
| 2018 | -                 | 2012 | 230.121           |
| 2017 | 267.530           | 2011 | 213.929           |
| 2016 | 262.260           | 2010 | 211.154           |
| 2015 | 277.128           | 2009 | 209.777           |
| 2014 | 270.891           | 2008 | 201.898           |